# Gunpo (métro de Séoul)
Pour l’article homonyme, voir Gunpo.
Gunpo (hangeul : 군포 ; hanja : 軍浦) est une station de passage de la ligne 1 du métro de Séoul. Elle est située au 35 Gunpo Station 1-gil, dans le quartier Anyang-dong de la ville Gunpo-si, dans la province Gyeonggi-do, au sud-ouest de la ville de Séoul en Corée du Sud.
La gare d'origine ouvre en 1905 et la station de métro en 1974, elle est desservie par les rames du service omnibus de la ligne 1.

## Situation sur le réseau

Plan du réseau (2023)

Établie en surface, la station Gunpo est une station de passage de la ligne 1 (branche Guro-Sinchang) du métro de Séoul, elle est située : entre la station Geumjeong, en direction du terminus nord-est Yeoncheon, et la station Dangjeong, en direction du terminus sud-ouest Sinchang.

## Histoire

### Gare ferroviaire
la gare d'origine, dénommée Gunpojang, est mise en service le 1er janvier 1905,,. Elle est renommée Gunpo le 1er avril 1938,, puis elle dispose d'une nouvelle gare le 1er mai 1938.
La suspension du service des marchandises est officielle le 10 décembre 1988 et la suspension du service ferroviaire de la ligne Gyeongbu le 1er juin 1999.

### Station de métro
La station de métro Gunpo est mise en service le 15 août 1974,, lors de l'ouverture à l'exploitation de la section de Seoul à Suwon, dite ligne Gyeongbu, de la nouvelle ligne 1 du métro de Séoul. Elle dispose d'un nouveau bâtiment le 10 décembre 1988.

## Services aux voyageurs

### Accès et accueil
La station est située au 35 Gunpo Station 1-gil, dans le quartier Anyang-dong. Elle dispose de deux bouches, numérotées 1 et 2, situées au sud de la station, de part et d'autre des voies, sur la Gunpoyeok 1-gil pour la n°1 et sur la Gongdan-ro pour la bouche n°2.

### Desserte
Gunpo, est desservie par les rames du service omnibus de la ligne 1. Elle dispose de deux quais centraux équipés de portes palières.

Installations
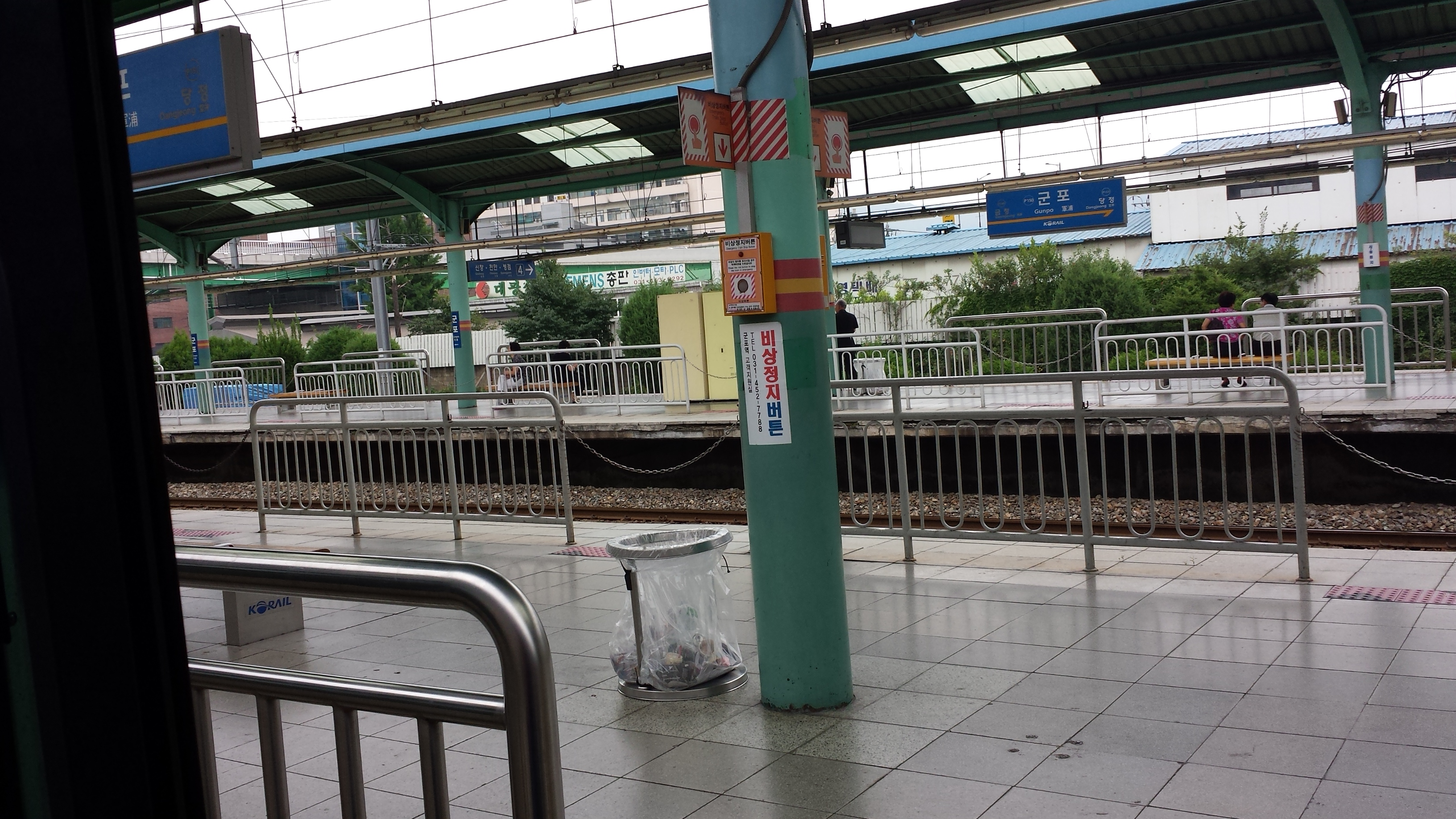
En 2014.
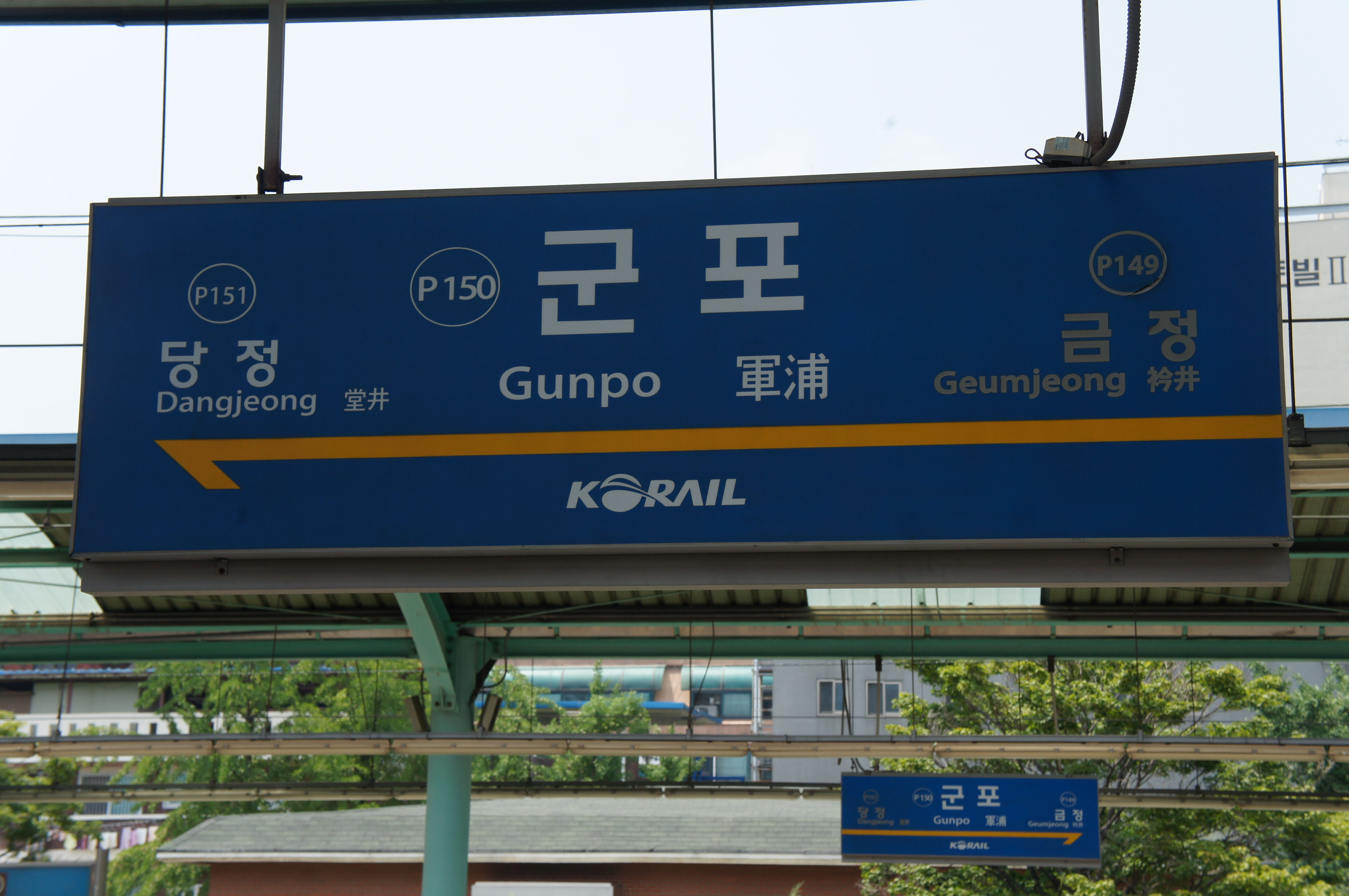
En 2016.
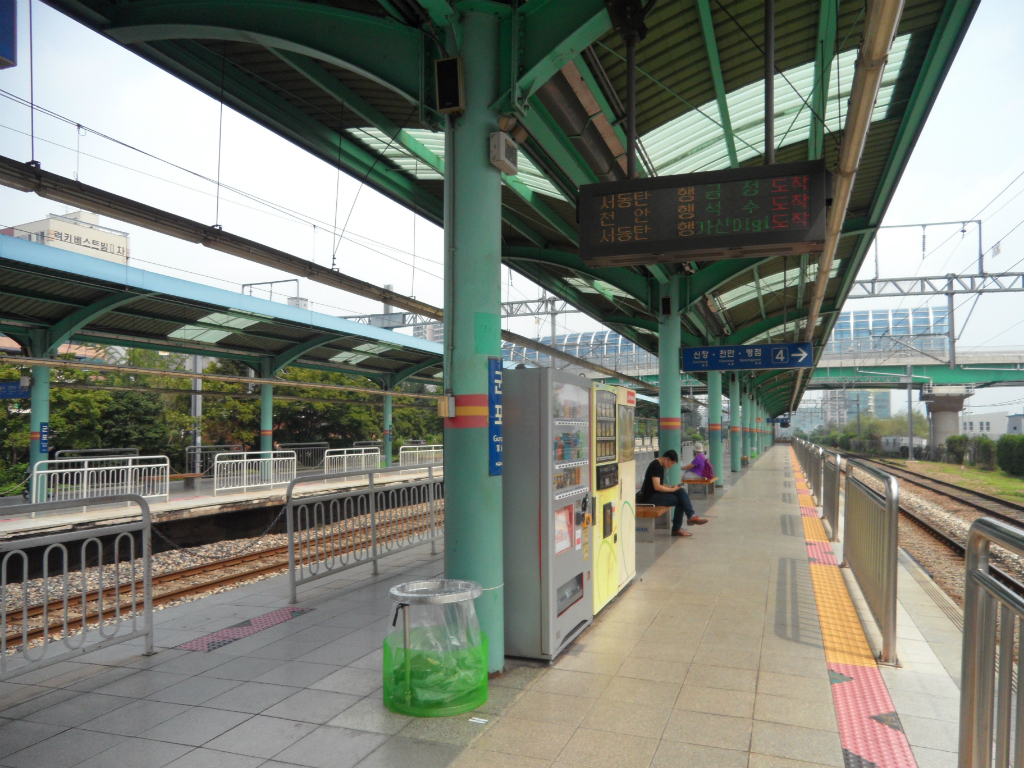
En 2015.

### Intermodalité
Des arrêts de bus sont situés à proximité de la bouche n°2.

## À proximité
Elle dessert notamment : le petit temple bouddhiste et le parc forestier de Surisan.